# Rubén Juste
Rubén Juste de Ancos (Toledo, 1985) é um sociólogo, pesquisador e consultor político espanhol.

## Biografia
Rubén Juste é licenciado e doutor em Sociologia pela Universidade Complutense de Madrid. Realizou sua tese doctoral sobre as portas giratórias no IBEX 35.
Devido à crise económica, emigrou a Austrália tendo diversas ocupações. Mais tarde transladou-se a América Latina, instalando-se primeiro em Paraguai, onde trabalhou na Universidade Católica Nossa Senhora da Assunção e como consultor político para o Frente Guasú durante o mandato de Fernando Lugo até sua destituição como presidente. Posteriormente também foi conselheiro para Avança País. Deixou Paraguai para estabelecer-se em Equador, trabalhando na Universidade Andina Simón Bolívar.
Desde 2016 colabora em CTXT com diversas análises sobre a política económica histórica e actual. Em 2017 incorporou-se como assessor do grupo político Unidos Podemos no Congresso.

## Obra
A investigação principal de Rubén Juste tem sido a estreita relação entre as elites políticas e económicas em Espanha, analisando como estas relações manejaram e manejam a política do país, desde os processos de privatização das grandes empresas públicas, até a perda de soberania quando essas mesmas empresas finalmente têm passado a pertencer a grandes capitais estrangeiros. Grande parte desta investigação, pioneira em Espanha, está recolhida em seu primeiro livro, IBEX 35. Uma história herética do poder em Espanha.

### Livros
- IBEX 35. Una historia herética del poder en España (2017).[9]
- La nueva clase dominante. Gestores, inversores y tecnólogos. Una historia del poder desde Colón y el Consejo de Indias hasta BlackRock y Amazon (2020).[10]

### Artigos destacados
- Hegemonía colorada y alternancia política en Paraguay: Los límites de la victoria de Horacio Cartes. Revista Novapolis. 2014.
- Medios de comunicación, referencias nominales y poder en Paraguay. Revista Latina de Comunicación Social. 2014.
- El pueblo en movimiento: el proceso de democratización en América Latina como transformación constante. Un análisis del caso de Ecuador. Revista electrónica de estúdios latinoamericanos. 2013.
- Redes de actores en medios de prensa. Una metodología para abordar la hegemonía en los medios de comunicación: el ejemplo de las elecciones de 2013 en Paraguay. Chasqui. Revista Latinoamericana de Comunicación. 2013.